# François-Alphonse Forel
François-Alphonse Forel (Morges, Vaud, 2 de fevereiro de 1841 — Morges, 7 de agosto de 1912) foi um médico, professor universitário e cientista suíço, pioneiro do estudo dos lagos, considerado como o fundador da limnologia.

## Biografia
Nasceu em Morges, nas margens do Lago de Genebra, filho de François Forel, jurista e naturalista, numa distinta família da intelectualidade local. Foi primo de August Forel, professor de psiquiatria e investigador da psicometria, defensor do eugenismo.
Depois de ter concluído os seus estudos secundários em Genebra (1857-1859), estudou Medicina em Montpellier, Paris e Würzburg, em cuja Universidade obteve em 1867 o grau de Doutor em Medicina. Nesse mesmo ano foi contratado como professor da Universidade de Würzburg.
Em 1871 foi nomeado professor de anatomia e de fisiologia geral na Académie de Lausanne. Em 1875 foi transferido para as cadeiras de zoologia e de anatomia comparada. A partir de 1895 dedicou-se exclusivamente à investigação científica, deixando de leccionar.
Apesar de professor de Medicina, o seu real interesse foi o estudo dos lagos. Dedicou-se ao estudo da biologia, química, circulação da água e sedimentação, e especialmente das suas interacções nos ambientes lacustres. Ao estabelecer estas interacções lançou os fundamentos de uma nova disciplina científica.
No Lago Léman realizou estudos tão diversificados como a caracterização físico-química das águas, a determinação das zoonoses que afectavam os peixes, a avaliação das potencialidades da piscicultura e a determinação das características e causas das marés, correntes, seichas e vagalões.
No seu principal trabalho, intitulado Le Léman: Monographie limnologique, publicado em três volumes entre 1892 e 1904, designou a sua actividade, e a nova disciplina científica, como limnologia, por analogia com a oceanografia (o termo "limnografia" poderia ser confundido com a designação do limnógrafo, o equipamento utilizado para registar o nível da água nos lagos).
Descobriu o fenómeno depois designado por correntes de densidade nos lagos e explicou o mecanismo que leva à formação das seichas, as oscilações rítmicas do nível das águas observadas em bacias fechadas. Também se lhe deve, em colaboração com o limnologista alemão Wilhelm Ule, o desenvolvimento da escala Forel-Ule para determinação da cor da água dos lagos e rios.
Para além da limnologia dedicou-se a outras áreas do saber, tendo realizado estudos e actividades tão diversas como o levantamento arqueológico de povoados lacustres da Idade do Bronze, determinando a evolução das dimensões do lago e do povoamento na suas margens, e de meteorologia e glaciologia. Nesta última disciplina foi em 1894 Presidente da Comissão Glaciológica Suíça e em 1912 organizou uma subscrição para financiar uma expedição suíça à Gronelândia. Desse esforço resultou que o seu nome foi dado a uma montanha daquela ilha, o monte Forel (3 360 m).
Também se dedicou à sismologia, desenvolvendo em colaboração com Michele Stefano de Rossi uma escala de intensidade dos sismos que ficou conhecida por escala Rossi-Forel.
Para além da sua actividade científica e académica, dedicou-se à política: de 1867a 1909 foi conselheiro comunal em Morges e de 1870 a 1874 deputado liberal no Grande Conselho (legislatura) do Cantão de Vaud.
O Institute François-Alfonse Forel (Institute F.A. Forel) da Universidade de Genebra foi assim designado em honra de Forel.

## Obras
- Note sur la découverte faite à Schussenried de l'homme contemporain du renne. Lausanne 1867
- Beiträge zur Entwickelungsgeschichte der Najaden. Würzburg 1867
- Introduction à l'étude de la faune profonde du lac Leman. Lausanne 1869
- Expériences sur la température du corps humain dans l'acte de l'ascension sur les montagnes. Lausanne 1871-74, 3 Serien
- Rapport sur l'étude scientifique du lac Leman. Lausanne 1872
- Études sur les seiches du lac Leman. Lausanne 1873 u. 1875
- La faune profonde du lac Leman. Lausanne 1873 u. 1874
- Matériaux pour servir à l'étude de la faune profonde du lac Léman. Lausanne 1874-79
- Contributions à l'étude de la limnimétrie du lac Léman. Lausanne 1877-81
- Les causes des seiches. Archives de physique, 1878
- Températures lacustres. Archives de physique, 1880
- Seiches et vibrations des lacs et de la mer. Paris 1880
- Les variations périodiques des glaciers des Alpes; Rapports annuels. Genf 1881 u. 1882, Bern 1883 ff.
- Les tremblements de terre, étudiés par la commission sismologique suisse. Archives de Genève, 1881 ff.
- Limnimétrie du Léman. Mit Emile Plantamour, Lausanne 1881
- Die pelagische Fauna der Süßwasserseen. Biologisches Zentralblatt, Erlangen 1882
- Faune profonde des lacs suisses. Genf 1885
- Le lac Léman. 2. Auflage, Genf 1886
- Les microorganismes pélagiques des lacs de la région subalpine. Revue scientifique, 1887
- La thermique de la Méditerranée. Genf 1891
- Le Léman. Monographie limnologique. Lausanne 1892 – 1902
- Handbuch der Seenkunde. Stuttgart 1901